# Xã Belmont, Quận Douglas, South Dakota
Xã Belmont (tiếng Anh: Belmont Township) là một xã thuộc quận Douglas, tiểu bang Nam Dakota, Hoa Kỳ. Năm 2010, dân số của xã này là 67 người.